# 0/3
0/3とは、有理数の 0/3（3分の0）。すなわち 0 となる。

## 野球
野球において、投手の投球回を表すために用いられる。
0⁄3 とは、「登板したイニングでアウトを取れなかった」という意味である。例えば、先発投手が6回まで投げ終えた後、7回にも登板したがアウトを取れないまま交代したら、投球回は「6+0⁄3」となる（7回に最初から登板しないまま交代したら投球回は6である）。また、救援投手がイニングの途中に登板したものの、アウトを取れずに交代した場合は「0⁄3」となる。
なお、防御率を計算する際には投球回数で除算を行うので、投球回が 0⁄3 の場合、ゼロ除算となり防御率を計算できない。その場合は数字の代わりに横線などの何らかの記号（自責点がある場合、防御率を「無限大」と見なして「∞」とすることもある）が記される。

## 符号位置
Unicodeで表記することも可能。OS X MavericksおよびWindows 8.1では最初から表示に対応している。それ以外の環境であれば、ARIB外字をUnicodeでサポートしたフォントなどが必要。
| 記号 | Unicode | JIS X 0213 | 文字参照         | 名称 |
| ---- | ------- | ---------- | ---------------- | ---- |
| ↉    | U+2189  | -          | &#x2189; &#8585; | 0/3  |